# کاپا (رمان)

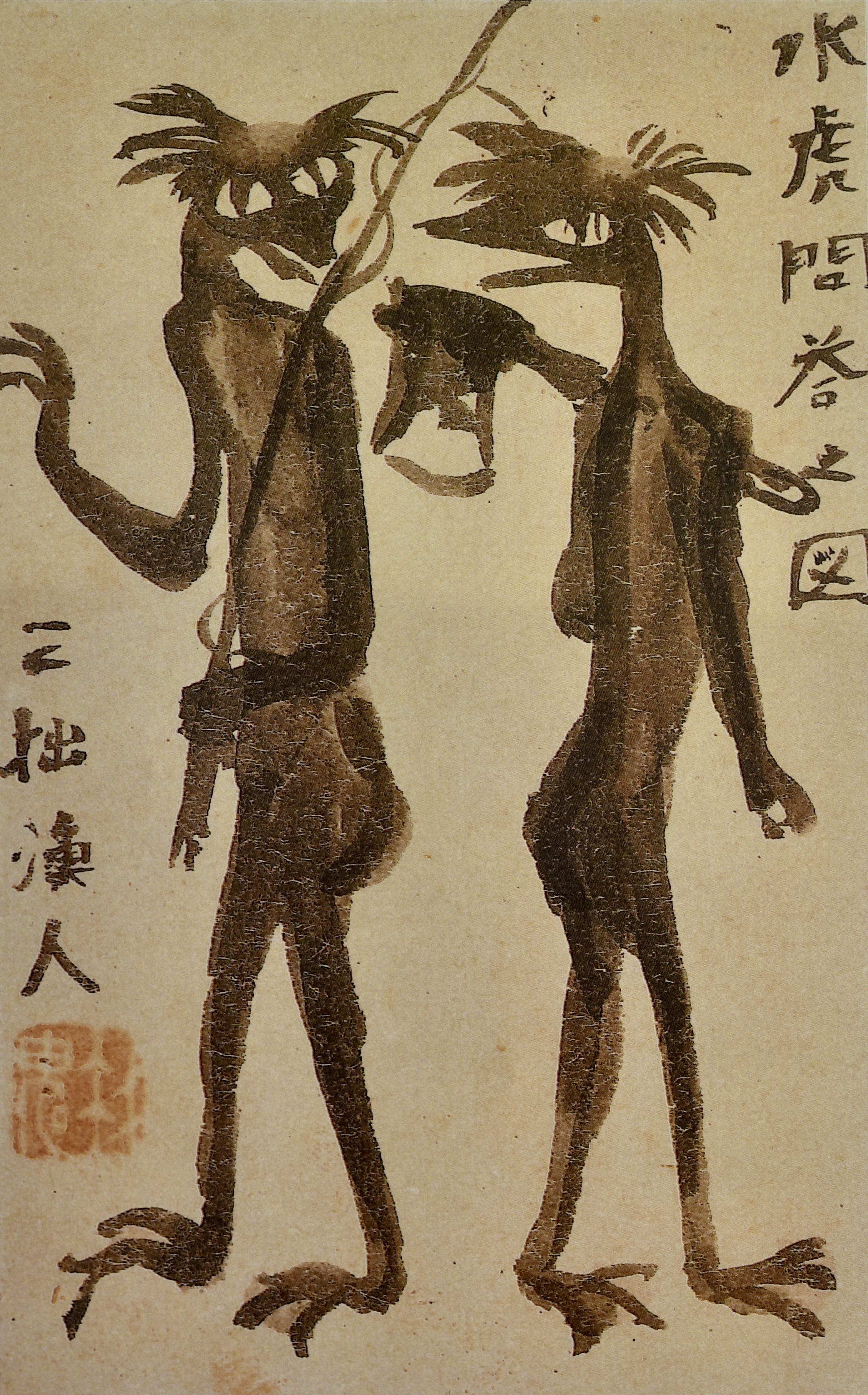
کاپا رمان

کاپا (به ژاپنی: 河童) داستانی است از ریونوسوکه آکوتاگاوا درباره موجودی به همین نام و به شکل فلسفی است.

## خلاصه داستان
ماجرا مربوط به مردی است که به سرزمین کاپاها راه می یابد و با زندگی انها آشنا می‌شود. نویسنده به این وسیله برخی از مسائل زندگی آدمیان را به چالش می کشد.

## شخصیت‌های داستان
- چاک (Chak): پزشک کاپا که به معالجه راوی داستان می‌پردازد.
- بگ (Bag): کاپای ماهیگیری که در تعقیب اوست که راوی به سرزمین کاپاها راه می یابد.
- گائل (Gael): مدیر شرکت شیشه و یکی از سرمایه داران کاپا.
- راپ (Rap): کاپای دانشجو

## ترجمه‌های فارسی
- مجموعه داستان راشومون برگردان: رضا دادویی نشر آدورا شامل داستانهای زیر:
- در بیشه
- راشومون
- آش شلغم
- شهید
- که‌سا و موریتا
- اژدها
- کاپا
- پرده جهنم
- تار عنکبوت
- دماغ
- چرخیده با باد
- سوسانوئو جنگ‌آور پیر
- پردهٔ جهنم؛ ریونوسکه آکتاگاوا؛ ترجمه جلال بایرام؛ انتشارات نیلوفر؛ چاپ اوّل ۱۳۷۴